# Southside Festival

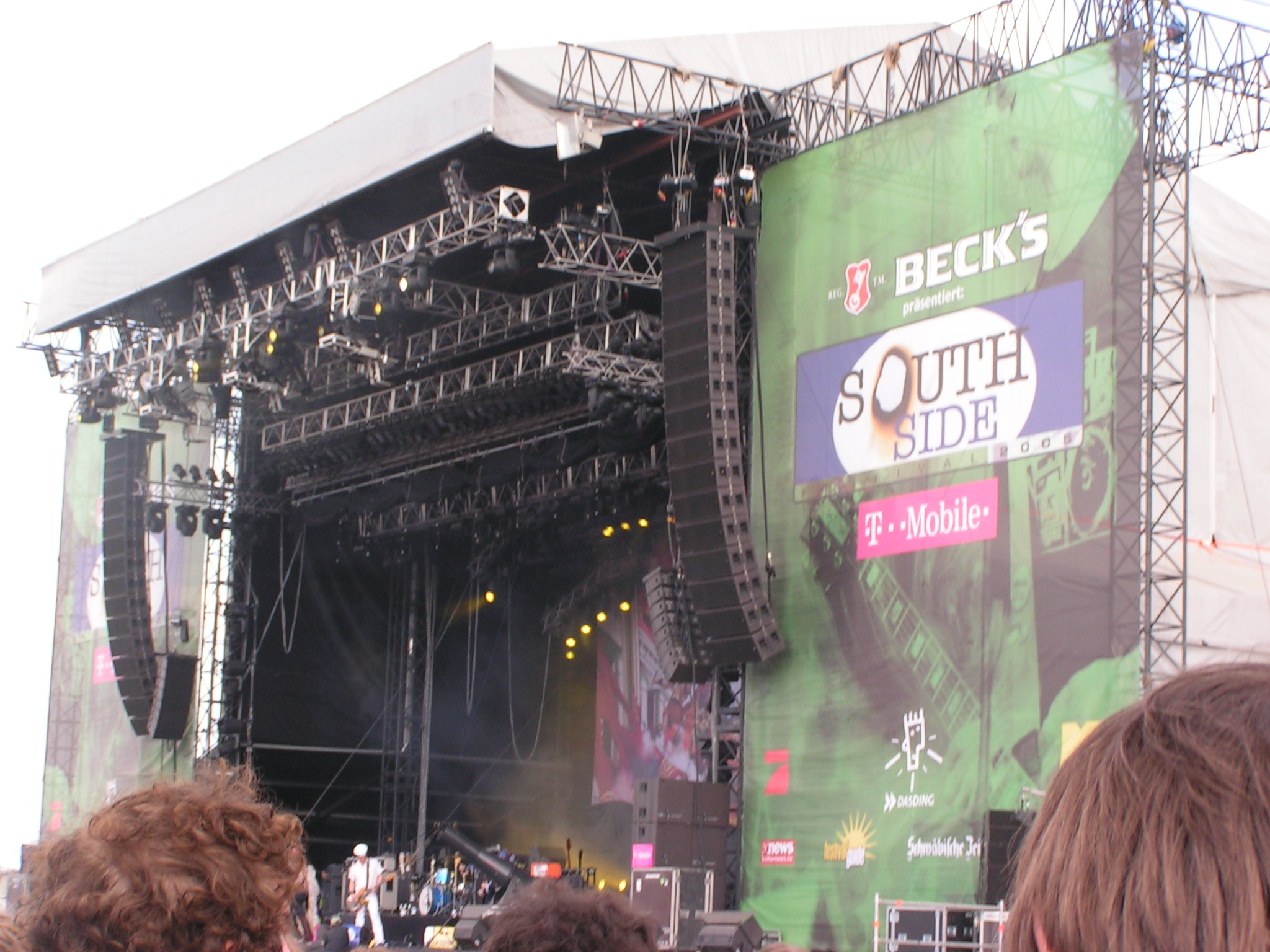
Green stage op het Southside-Festival 2005 in Neuhausen ob Eck

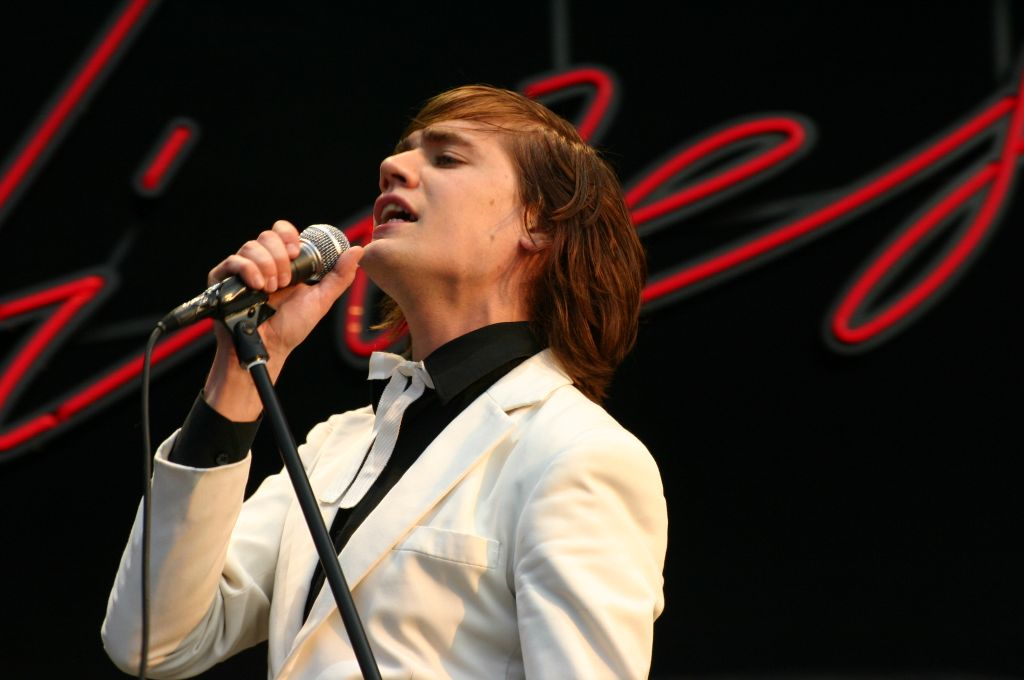
The Hives zanger "Howlin'" Pelle Almqvist op the Southside Festival 2004

Het Southside Festival (ook alleen Southside genoemd) is een jaarlijks terugkerend festival in Neuhausen ob Eck, Duitsland. Het is in de buurt van het Bodenmeer en vindt plaats in juni. Het festival en haar gasten worden over het algemeen geassocieerd met het alternatieve gedeelte van de mainstream muziek, al is het festival meer en meer mainstream geworden over de afgelopen jaren.
Het Hurricane Festival, vaak aangehaald als de moeder van Southside, vindt plaats tijdens dezelfde drie dagen in het noorden van Duitsland (in tegenstelling tot Southside, dat in het zuiden plaatsvindt). Samen zijn ze een tweelingfestival, aangezien ze op dezelfde dagen zijn en over het algemeen dezelfde lineup hebben, met slechts een paar uitzonderingen.

## Geschiedenis en publiek
Na het grote succes van het Hurricane Festival besloot FKP Scorpio om een gelijksoortig festival te organiseren in het zuiden van Duitsland. In 1999 werd er gekozen voor een voormalige militaire luchtbasis in Neubiberg, in de buurt van München. In 2000 werd het festival verplaatst naar een andere voormalige militaire luchtbasis, dit keer in Neuhausen ob Eck, in de buurt van Freiburg, Mannheim en Frankfurt in de Duitse deelstaat Baden-Württemberg.
Aangezien het relatief dicht bij andere landen (Frankrijk, Oostenrijk, Zwitserland en Liechtenstein liggen allen minder dan 100km van Neuhausen ob Eck verwijderd) is het publiek zeer internationaal. In 2003 werd de maximumcapaciteit van 40.000 mensen voor het eerst volledig gebruikt.

## Southside 2001
De volgende bands speelden op Southside in 2001:
Ash, Backyard Babies, Blackmail, Die Happy, Die Toten Hosen, Donots, Faithless, Fantômas, Fink, Fun Lovin' Criminals, Fünf Sterne Deluxe, Goldfinger, Grand Theft Audio, Iggy Pop, Incubus, JJ 72, K's Choice, Krezip, Last Days of April, Manu Chao, Nashville Pussy, OPM, Paradise Lost, Phoenix, Placebo, Queens of the Stone Age, Slut, Stereo MC's, Suit Yourself, The Hellacopters, The Hives, The Offspring, The Weakerthans, Thomas D., Tool, Weezer, Wheatus.

## Southside 2002
De volgende bands speelden op Southside in 2002:
...And You Will Know Us by the Trail of Dead , A, Beatsteaks, Black Rebel Motorcycle Club, Die Ärzte, Dover, Emil Bulls, Garbage, Gluecifer, Heyday, Jasmin Tabatabai, Lambretta, Less Than Jake, Lostprophets, Madrugada, Mercury Rev, Nelly Furtado, New Order, No Doubt, Queens of the Stone Age, Readymade, Red Hot Chili Peppers, Rival Schools, Simian, Simple Plan, Soulfly, Sportfreunde Stiller, Such a Surge, Suit Yourself, Television, The (International) Noise Conspiracy, The Breeders, The Flaming Sideburns, The Notwist, The Promise Ring, Tocotronic, Union Youth, Zornik.

## Southside 2003
In 2003 duurde het festival voor het eerst drie dagen, van vrijdag tot en met zondag.
De volgende bands speelden op Southside in 2003:
22-20s, Apocalyptica, Asian Dub Foundation, Beth Gibbons and Rustin' Man, Blackmail, Brendan Benson, Circus, Coldplay, Conic, Console, Counting Crows, Danko Jones, Fu Manchu, Goldfrapp, Good Charlotte, Grandaddy, Guano Apes, GusGus, International Pony, Interpol, Kettcar, Live, Massive Attack, Millencolin, Moloko, Nada Surf, NOFX, Patrice, Pete Yorn, Pinkostar, Radiohead, Röyksopp, Seeed, Sigur Rós with Amina, Skin, Slut, Starsailor, Supergrass, The Datsuns, The Hellacopters, The Mighty Mighty Bosstones, The Roots, The Sounds, Therapy?, Turbonegro, Underwater, Underworld, Union Youth.

## Southside 2004
Southside 2004 duurde van vrijdag 25 juni tot en met zondag 27 juni. Het was met ongeveer 38.000 bezoekers volledig uitverkocht.
De volgende bands speelden op Southside in 2004:
Air, Amplifier, Anti-Flag, Ash, Backyard Babies, Beatsteaks, Beginner, Billy Talent, Black Rebel Motorcycle Club, Breed 77, Bright Eyes, Bungalow Bang Boys, Colour of Fire, Cypress Hill, Danko Jones, Die Kleinen Götter, Die Fantastischen Vier, Die Happy, Dropkick Murphys, Fireball Ministry, Franz Ferdinand, Fünf Sterne Deluxe, Gentleman & the Far East Band, Gluecifer, Graham Coxon, Grannysmith, I Am Kloot, Ill Niño, Jupiter Jones, Life of Agony, Mando Diao, Mclusky, Mogwai, Monster Magnet, Pixies, PJ Harvey, Placebo, Sam Bettens, Snow Patrol, Sportfreunde Stiller, The (International) Noise Conspiracy, The Bones, The Cure, The Hives, Tomte, Wilco, Within Temptation
David Bowie moest zijn optreden wegens ziekte afgelasten.

## Southside 2005

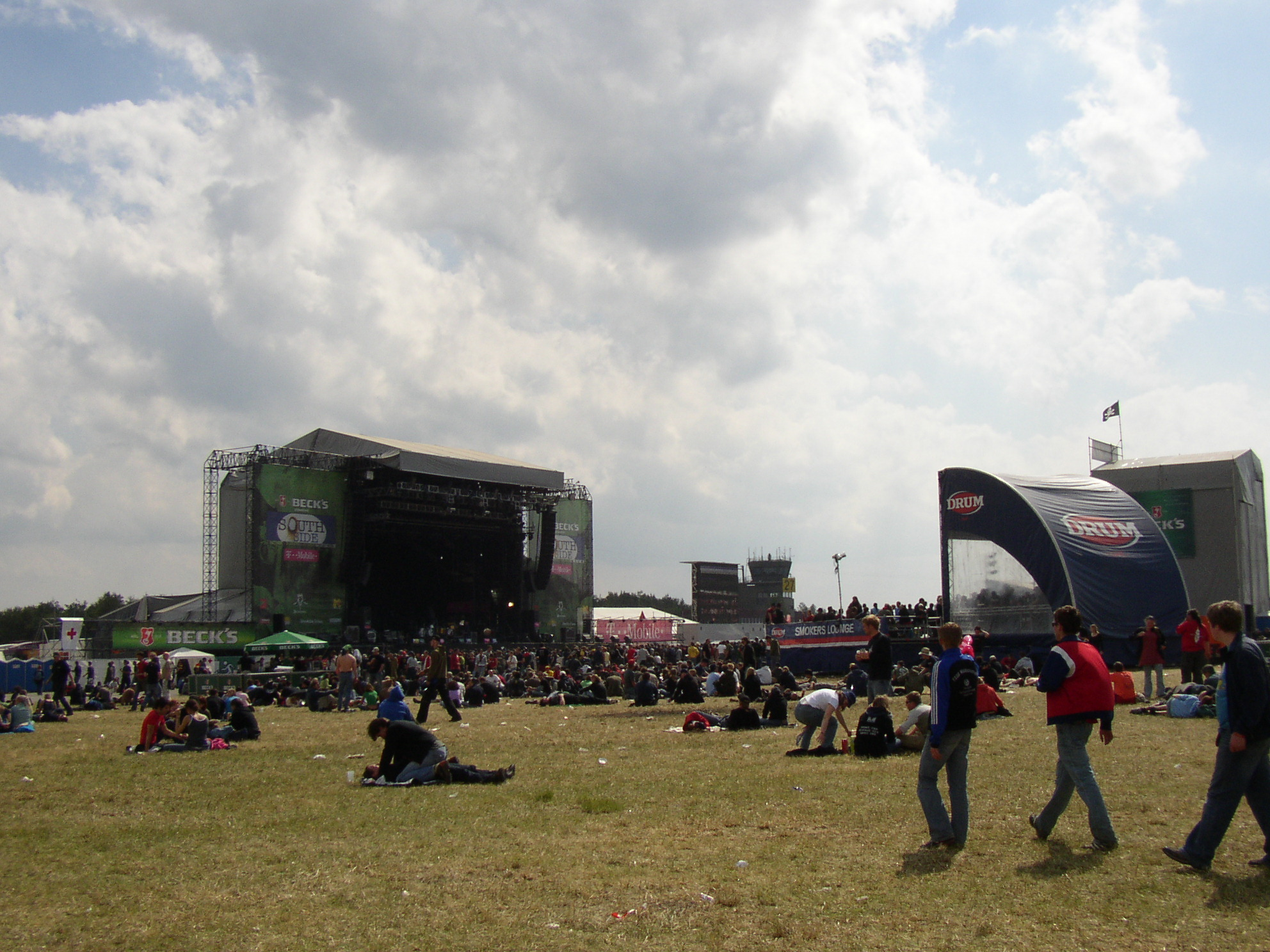
Southside Festival 2005

Southside 2005 vond plaats van vrijdag 10 juni tot en met zondag 12 juni. Ook deze editie was uitverkocht, met 45.000-50.000 bezoekers.
De volgende bands speelden op Southside in 2005:
2raumwohnung, Amplifier, ...And You Will Know Us by the Trail of Dead, Athlete, Audioslave, Beatsteaks, Beck, Boysetsfire, Brendan Benson, Broken Social Scene, Die Ärzte, Dinosaur Jr., Dioramic, The Dresden Dolls, Eagles of Death Metal, Fantômas, Feist, Flogging Molly, Idlewild, Ken, Kettcar, La Vela Puerca, Long Jones, Madrugada, Madsen, Mando Diao, Millencolin, Moneybrother, New Order, Nine Inch Nails, Oasis, Phoenix, Queens of the Stone Age, Rammstein, Sam Bettens, Ska-P, Slut, System of a Down, Team Sleep, The Eighties Matchbox B-Line Disaster, The Robocop Kraus, The Stands, Turbonegro, Underoath, Wir Sind Helden

## Southside 2006
Southside 2006 vond plaats van vrijdag 23 juni tot en met zondag 25 juni 2006.
De volgende bands maakten hun opwachting:
Adam Green, Apocalyptica, Archive, Arctic Monkeys, Backyard Babies, Ben Harper & the Innocent Criminals, Ben*Jammin, Billy Talent, Blackmail, Boozed, Collective Soul, Death Cab for Cutie, dEUS, Donavon Frankenreiter, Duels, Eagles of Death Metal, Elbow, Element of Crime, Fettes Brot, Hard-Fi, Julia, Karamelo Santo, Klee, Lagwagon, Lazuright, Live, Mad Caddies, Mando Diao, Manu Chao Radio Bemba Sound System, Maxïmo Park, Muse, Nada Surf, Ohrbooten, Panteón Rococó, Photonensurfer, Pretty Girls Make Graves, Scissors for Lefty, Seeed, Serena Maneesh, She-Male Trouble, Shout Out Louds, Sigur Rós, Skin, The Answer, The Brian Jonestown Massacre, The Cardigans, The Cooper Temple Clause, The Feeling, The Gossip, The Hives, The Kooks, The Raconteurs, The Sounds, The Strokes, The Weepies, Tomte, Two Gallants, Voltaire, Wallis Bird, Wir Sind Helden, Within Temptation, Wolfmother, Zebrahead.

## Southside 2007
Southside 2007 werd gespeeld van 22 tot 24 juni dat jaar, met optredens van:
Arcade Fire · Art Brut · Beastie Boys · Bloc Party · Bright Eyes · Die Fantastischen Vier · Dropkick Murphys · Editors · Fotos · Frank Black · Howling Bells · Incubus · Interpol · Isis · Jet · Juliette and the Licks · Karpatenhund · Kings of Leon · La Vela Puerca · Less Than Jake · Manic Street Preachers · Marilyn Manson · Me First and the Gimme Gimmes · Modest Mouse · Mogwai · Mumm-Ra · Pearl Jam · Placebo · Porcupine Tree · Queens of the Stone Age · Satellite Party · SchulzeMeierLehmann · Snow Patrol · Sonic Youth · State Radio · Studebaker´s Blacksmith Shop · Sugarplum Fairy · The Blood Arm · The Bravery · The Films · The Rakes · The Sounds · TOS · Virginia Jetzt!

## Southside 2008
Southside 2008 duurde van 20 tot 22 juni. Er waren 50.000 bezoekers op het uitverkocht festival en een van de kwartfinales van het Europees kampioenschap voetbal werd op grootscherm getoond. De hoge temperaturen en de grote massa leidden tot watertekort.
Line-up:
Apoptygma Berzerk · Bat for Lashes · Beatsteaks · Bell X1 · Biffy Clyro · Billy Talent · Black Rebel Motorcycle Club · British Sea Power · Calexico · Deichkind · Die Mannequin · Digitalism · Does It Offend You, Yeah? · Donots · Elbow · Enter Shikari · Flogging Molly · Foals · Foo Fighters · Jaguar Love · Jan Delay & Disko No 1 · Jason Mraz · Jennifer Rostock · Johnny Foreigner · Kaiser Chiefs · Kettcar · Krieger · Madsen · Maxïmo Park · Millencolin · Monster Magnet · Nada Surf · NOFX · Oceansize · Operator Please · Panic At The Disco · Panteón Rococó · Patrice · Paul Heaton · Radiohead · Razorlight · Rise Against · Rodrigo y Gabriela · Shantel & Bucovina Club Orkestar · Sigur Rós · Shantel & Bucovina Club Orkestar · Shy Guy At The Show · Sigur Rós · Slut · Tegan and Sara · The (International) Noise Conspiracy · The Beautiful Girls · The Chemical Brothers · The Cribs · The Enemy · The Flyer · The Kooks · The Notwist · The Pigeon Detectives · The Subways · The Weakerthans · The Wombats · Tocotronic · Turbostaat · Wrongkong · Xavier Rudd

## Southside 2009
Southside 2009 vond plaats van 19 tot 21 juni. De capaciteit werd verhoogd tot 55.000 bezoekers maar het festival raakte op het koude en regenachtige weekend met 50.000 aanwezigen niet uitverkocht.
Line-up:
Apoptygma Berzerk · Die Ärzte · Kings of Leon · Faith No More · Anthony Zaro · Anti-Flag · Auletta · Aviv Geffen · Ben Harper and Relentless7 · Blood Red Shoes · Bosse · Brand New · Clueso · Culcha Candela · Datarock · Dendemann · Disturbed · Duffy · Eagles of Death Metal · Editors · Eskimo Joe · Fettes Brot · Fleet Foxes · Florence and the Machine · Frank Turner · Franz Ferdinand · Friendly Fires · Friska Viljor · Get Well Soon · Gogol Bordello · Johnossi · Joshua Radin · Just Jack · Karamelo Santo · Katy Perry · Keane · Kraftwerk · Less Than Jake · Lily Allen · Lovedrug · Luis & Laserpower · Lykke Li · Moby · Nick Cave and The Bad Seeds · Nine Inch Nails · Nneka · No Use for a Name · One Fine Day · Paolo Nutini · Pixies · Portugal. The Man · Silversun Pickups · Ska-P · Social Distortion · State of Martial Law · The Alexandria Quartet · The Asteroids Galaxy Tour · The Dø · The Gaslight Anthem · The Horrors · The Living End · The Mars Volta · The Rakes · The Sounds · The Ting Tings · The Whip · The Wombats · Tomte

## Southside 2010
Southside 2010 ging door van 18 tot 20 juni. Met 50.000 bezoekers was het uitverkocht.
Line-up:
Billy Talent · The Strokes · Massive Attack · Mando Diao · The Prodigy · Deichkind · Beatsteaks · Alberta Cross · Archive · Ash · Band of Skulls · Biffy Clyro · Bigelf · Bonaparte · Boys Noize · Bratze · Charlie Winston · Coheed and Cambria · Cosmo Jarvis · Cymbals Eat Guitars · Danko Jones · Deftones · Dendemann · Does It Offend You, Yeah? · Donots · Dropkick Murphys · Element of Crime · Enter Shikari · Erol Alkan · Faithless · Florence and the Machine · FM Belfast · Frank Turner · Frittenbude · Horse the Band · Hot Water Music · Ignite · Jack Johnson · Jennifer Rostock · K's Choice · Kap Bambino · Kashmir · Katzenjammer · La Roux · LaBrassBanda · LCD Soundsystem · Local Natives · Madsen · Marina and the Diamonds · Martina Topley-Bird · Moneybrother · Mr. Oizo · Paramore · Phoenix · Porcupine Tree · Revolverheld · Shout Out Louds · Skindred · Skunk Anansie · Stone Temple Pilots · Tegan and Sara · The Blackout · The Bloody Beetroots Deathcrew 77 · The Gaslight Anthem · The Get Up Kids · The Hold Steady · The Specials · The Temper Trap · The xx · Timid Tiger · Turbostaat · Two Door Cinema Club · Vampire Weekend · We Are Scientists · White Lies · Zebrahead

## Southside 2011
Southside 2011 was uitverkocht en werd van 17 tot 19 juni dat jaar door 50.000 bezoekers gevolgd, met optredens van:
All Time Low · An Horse · Arcade Fire · Arctic Monkeys · Artig · A-Trak · Band of Horses · Blood Red Shoes · boysetsfire · Bright Eyes · British Sea Power · Brother · Chase & Status · Cloud Control · Clueso · Comeback Kid · Converge · Crookers · Crystal Fighters · Darwin Deez · Digitalism · Eels · Egotronic · Elbow · Evaline · Everything Everything · Flogging Molly · Foo Fighters · Friendly Fires · Frittenbude · Glasvegas · Gogol Bordello · Hercules and Love Affair · I Am Kloot · I Blame Coco · Incubus · Irie Révoltés · Jimmy Eat World · Jupiter Jones · Kaiser Chiefs · Kaizers Orchestra · Kasabian · Kashmir · Klaxons · Kvelertak · Letlive · Lykke Li · Manarun · Miles Kane · Monster Magnet · My Chemical Romance · Parkway Drive · Pete and the Pirates · Portishead · Portugal. The Man · Pulled Apart By Horses · Selig · Sick of It All · Sick Puppies · Sublime With Rome · Suede · Sum 41 · Tame Impala · The Asteroids Galaxy Tour · The Astronaut's Eye · The Chemical Brothers · The Hives · The Kills · The Sounds · The Subways · The Vaccines · The Wombats · Trentemøller · Twin Atlantic · Two Door Cinema Club · Wakey!Wakey · Warpaint · William Fitzsimmons · Yoav · You Me at Six · Young Rebel Set